# Jiří Padevět
Jiří Padevět (* 20. července 1966 Praha) je český spisovatel, knihkupec a nakladatel. Od roku 2006 je ředitelem nakladatelství Academia. V roce 2014 získal cenu Magnesia Litera za knihu Průvodce protektorátní Prahou. Za stejnou publikaci obdržel i ocenění Slovník roku 2013. Od listopadu 2023 je členem Rady České televize.

## Život
Narodil se v roce 1966. Po absolvování tehdejší Střední průmyslové školy zeměměřické studoval Pedagogickou fakultu Univerzity Karlovy v Praze, obor Český jazyk a výtvarná výchova, studia však nedokončil. Roku 1988 začal pracovat jako knihkupec, od roku 2004 působí i jako nakladatel. Od roku 2006 je ředitelem nakladatelství Academia. Pod jeho vedením získaly knihy nakladatelství řadu ocenění – Magnesii Literu, Cenu Josefa Jungmanna, Slovník roku, Cenu Josefa Hlávky, Cenu Miroslava Ivanova, aj. V roce 2023 dokončil studium oboru Andragogika - management vzdělávání na Pedagogické fakultě Univerzity Karlovy v Praze. 
Jiří Padevět rozsáhle zmapoval protektorátní a poválečnou historii v českých zemích, mimo jiné v knihách Průvodce protektorátní Prahou (za kterou získal Magnesii literu), Krvavé finále: jaro 1945 v českých zemích a Krvavé léto 1945: poválečné násilí v českých zemích. Dále publikuje v časopisech Analogon, Paměť a dějiny a dalších. V roce 2016 vyšla kniha rozhovorů s Jiřím Padevětem autora Luďka Staňka Pod tíhou historie. V roce 2018 vyšla v nakladatelství Academia Padevětova publikace Průvodce stalinistickou Prahou 1948–1956: Místa – události – lidé.
Na serveru Stream.cz, posléze na TV Seznam uvádí pořad Krvavá léta, kde diváky seznamuje s místy spojenými s nacistickou a komunistickou tyranií. Účinkuje rovněž v pořadu Temná doba.
V roce 2020 uvažoval o kandidatuře do Senátu za STAN v obvodu Praha 1, kandidaturu však stáhnul ve prospěch Miroslavy Němcové.
Dne 29. listopadu 2023 jej Senát PČR zvolil ve druhém kole volby členem Rady České televize, získal 45 hlasů od 73 přítomných senátorů.

## Názory
Komunistický režim v padesátých letech 20. století považuje za depresivnější období než byla nacistická okupace českých zemí během druhé světové války, protože „Nepřítelem jsme byli my. Bojovali jsme sami proti sobě, což je vždycky těžší než boj proti cizímu.“
Podle Padevěta „Rodina Mašínů je symbolem českého 20. století, odboje proti totalitám a vlastně připomenutím toho, na čem stojí česká národní identita.“ Padevět je členem spolku Mašínův statek – Památník tří odbojů, který stojí za záměrem vybudovat památník věnovaný protinacistickému a protikomunistickému odboji, který zahrnuje také kontroverzní skupinu bratří Mašínů.
Padevět odmítl ruskou kritiku namířenou proti příslušníkům Ukrajinské povstalecké armády neboli banderovcům a prohlásil: „Ruský zvyk označovat kohokoliv, kdo se kdy postavil proti ruskému impériu, ať už se zrovna jmenovalo jakkoliv, za fašistu, je svým způsobem fascinující.“

## Dílo

Jiří Padevět

- Cesty s Karlem Hynkem Máchou: průvodce. Praha, Academia, 2010.
- Poznámky k dějinám. Praha, Pulchra, 2013.
- Průvodce protektorátní Prahou: místa – události – lidé. Praha, Academia, 2013.
- Krvavé finále: jaro 1945 v českých zemích. Praha, Academia, 2015.
- Návrat ze srdce temnoty. In: Kapitoly z geologie duše. Praha, Academia, 2015.
- Pochody a transporty smrti. Praha, Středisko společných činností AV ČR, 2015.
- Státy násilné a státy přihlížející. In: Povaha změny: bezpečnost, rizika a stav dnešní civilizace. Praha, Vyšehrad 2015.
- Střepy času, krajin, konspirací; Nalezený deník. Praha, Pulchra, 2015.
- Topografie teroru. Praha, Středisko společných činností AV ČR, 2015.
- Anthropoid (s Pavlem Šmejkalem). Praha, Academia, 2016.
- Krvavé léto 1945: poválečné násilí v českých zemích. Praha, Academia, 2016.
- Ležáky a odboj ve východních Čechách (s Vojtěchem Kynclem). Praha, Academia, 2016.
- Dotek Anthropoidu. Praha, Academia, 2017.
- Tři králové: odbojová činnost legendární skupiny a vysílací místa radiostanic Sparta I a Sparta II. Praha, Academia, 2017.
- Věda života: rozhovory s profesorem Jiřím Drahošem. Praha, Academia, 2017.
- Odbojová skupina bratří Mašínů. Praha, Academia, 2018.
- Ostny a oprátky. Brno, Host, 2018.
- Průvodce stalinistickou Prahou 1948–1956: místa – události – lidé. Praha, Academia, 2018.
- Za dráty: tábory v období 1938–1945 na území dnešní České republiky. Praha, Academia, 2018.
- Dvacet minut na vsi. Praha, Academia, 2019.
- Komunistické lágry: tábory nucené práce, nápravně pracovní tábory, pracovní útvary vězňů a internační místa duchovních 1948 až 1962. Praha, Academia, 2019.
- Sny a sekyry. Brno, Host, 2019. [Okamžiky na první pohled banální, ale už na ten druhý osudové.]
- Cesta ke kříži. In: Země skrytých úsměvů. Havlíčkův Brod, Hejkal, 2020. [V povídkové antologii 33 autorů se J. P. vrací k osudu umučeného kněze Josefa Toufara.]
- Krvavý podzim 1938. Praha, Academia, 2020.
- Republika. Brno, Host, 2020.
- Kronika protektorátu. Praha, Academia, 2021.
- Vladimir Iljič Lenin v obrazech. Praha, Pulchra, 2021.
- 1945. Brno, Host, 2022.
- Deklarace: Všeobecná deklarace lidských práv v povídkách, ilustracích a rozhovorech. Praha: 65. pole, 2022.
- Kronika druhé republiky. Praha, Academia, 2022.
- Hovory o Ukrajině. [Radomyr Mokryk odpovídá na otázky Jiřího Padevěta]. Praha, Academia, 2023.
- Kronika třetí republiky: boj o moc, dekrety, vyhánění, retribuce, znárodňování. Praha, Academia, 2023.
- Špatný básník Jindřich Cink. In: O dějinách s noblesou. K sedmdesátinám Josefa Tomeše. Praha 2024, Masarykův ústav - Archiv Akademie věd ČR
- Vzpomínky na sny. In: Krvavý Žižkov, Brno 2024, Druhé město.
- Český bestiář. Praha, Academia, 2024.
- Postoloprty: Příběh vražd, které nikdo nenařídil, nikdo nespáchal a nikdo nevyšetřil. Praha, Academia, 2025.
- Třísky svobody: Povídky zpoza ostnatého drátu. Brno, Host, 2025.